# Maurici Fius i Palà
Maurici Fius i Palà (Manresa, 1864 - Manresa, 1920) fou un escriptor i polític. L'any 1905 va fundar a la ciutat el Centre d'Unió Republicana. Col·laborà en diverses publicacions comarcals; escriví poesia (com ara Cants de treball. Poesies, publicat a Manresa però sense data), novel·la i drames teatrals, com Un màrtir de Puigcerdà, L'incendi de Manresa i Vida nova. Com a advocat, es dedicà a defensar la classe obrera.

## Biografia
Fill de Josep Fius i Jovés, un obrer teixidor de vels. Als 16 anys va ingressar al Seminari de Vic. Malgrat això, va acabar anant a Barcelona a estudiar Dret.
El 1883 va passar a formar part del bufet de l'advocat Valles i Ribot, el principal líder dels federals barcelonins. Aquí va aprendre política i dret.
Com a periodista dirigí El Nuevo Mensajero, de Vilanova i la Geltrú, i La Redención del Pueblo (3a. època 1890) de Reus. Exercí la corresponsalia de La Voz Montañera de Santander i també per al diari La Publicidad durant les vagues de Manresa de 1890. Fou redactor del setmanari satíric Lo Torronyau que es publicava a Manresa i director d'El Eco Posibilista.

## Obres
- Espurnas : poesias amorosas (1888)
- L'Incendi de Manresa (1890)
- Un Mártir de Puigcerdá (1895)
- Lo Passa-rius (1895)
- La Lluyta per la vida (1900)
- Educación jurídica de los obreros (1908)
- Endemias de ciudad : datos sobre la viruela, tifus y tuberculosis en Manresa (1915)
- Vida nova (1915)